# Teorema di Brun
Il teorema di Brun in matematica è un risultato  della teoria dei numeri dimostrato da Viggo Brun nel 1919. Esso ha importanza storica in quanto ha dato avvio all'introduzione dei metodi del crivello.
Con P(x) si denoti il numero di numeri primi p ≤ x per cui p + 2 è anche primo. Allora, per x ≥ 3, si ha
{\displaystyle P(x)<c{\frac {x}{(\log x)^{2}}}(\log \log x)^{2}}
per qualche costante positiva c.
Questo risultato mostra che la somma dei reciproci di primi gemelli converge; in altre parole i numeri p coinvolti costituiscono un insieme piccolo. In termini espliciti la somma
{\displaystyle \sum \limits _{p;p+2\in \mathbb {P} }{\left({{\frac {1}{p}}+{\frac {1}{p+2}}}\right)}=\left({{\frac {1}{3}}+{\frac {1}{5}}}\right)+\left({{\frac {1}{5}}+{\frac {1}{7}}}\right)+\left({{\frac {1}{11}}+{\frac {1}{13}}}\right)+\cdots <\infty ,}
converge; il corrispondente valore limite è noto come costante di Brun.
È impossibile determinare se ci sono o no infiniti primi gemelli considerando la somma dei loro reciproci, come invece si può fare nel caso dei generici numeri primi.